# Novoseljani
Novoseljani is een plaats in de gemeente Bjelovar in de Kroatische provincie Bjelovar-Bilogora. De plaats telt 784 inwoners (2001).